# Luis Miguel Álvarez Calvo
Luis Miguel Álvarez Calvo (Plasencia, 14 de marzo de 1982) más conocido como Luismi Álvarez, es un exfutbolista y entrenador de fútbol español .

## Trayectoria

### Como jugador
Formado en las categorías inferiores del club UP Plasencia con el que debutó en 1999 y donde jugó durante cinco temporadas antes de firmar en la temporada 2004-2005 por el CD Badajoz de la Segunda División B de España, en el que permaneció una temporada. Más tarde, formó parte de otros equipos como CD Puertollano también en la categoría de bronce y del Manchego CF, CD Pozoblanco, Daimiel CF y vuelta al UP Plasencia, todos en la Tercera División de España, retirándose de la práctica del fútbol en 2018 con una cifra de 311 goles en toda su carrera.

### Como entrenador
Comenzó en los banquillos en los diferentes equipos de la Escuela de Futbol de la UPPLASENCIA alternando su faceta de jugador con la de monitor y director de la misma, en la temporada 2018-2019 asume el cargo del primer equipo de la UP Plasencia en Tercera División de España,aunque llevaba las riendas del equipo pero figuraba como segundo entrenador..
El 30 de diciembre de 2019, ya figurando como primer entrenador del UP Plasencia de la Tercera División de España, donde trabajó durante temporada y media, jugando Play Off de ascenso a segunda división B 
El 27 de diciembre de 2021, regresó a los banquillos al firmar por la Agrupación Deportiva Llerenense de la Tercera División de España.Donde consigue jugar la final por el ascenso en Madrid 
El 16 de abril de 2023, logró el ascenso a la Segunda Federación, tras finalizar en primera posición del grupo extremeño de la Tercera Federación.
En 2024 tras el descenso injusto de A.D.Llerenense empatado a 44 puntos con varios equipos en la clasificación desciende a tercera división y tras unos meses de caos en la RFEF tras el descenso administrativo del Ursuaria no le concenden la plaza en segunda ref, decide no continuar y cerrar esta bonita etapa en Llerena.

## Clubes

### Como jugador
| Club              | País   | Año       |
| ----------------- | ------ | --------- |
| U. P. Plasencia   | España | 1999-2004 |
| C. D. Badajoz     | España | 2004-2005 |
| C. D. Puertollano | España | 2005-2007 |
| Manchego C. F.    | España | 2007-2008 |
| C. D. Pozoblanco  | España | 2008      |
| Manchego C. F.    | España | 2009      |
| Daimiel C. F.     | España | 2009      |
| U. P. Plasencia   | España | 2010-2018 |

### Como entrenador
| Club                            | País   | Año       |
| ------------------------------- | ------ | --------- |
| UP Plasencia                    | España | 2018-2019 |
| UP Plasencia                    | España | 2019-2021 |
| Agrupación Deportiva Llerenense | España | 2021-2024 |